# Minoru Hata
Minoru Hata (født 30. marts 1989) er en japansk fodboldspiller, som spiller for den japanske fodboldklub Roasso Kumamoto.